# Useless
«Useless» (укр. Непотрібний) — четвертий та останній сингл з альбому Ultra британського гурту Depeche Mode, що вийшов 20 жовтня 1997 року. Композиція «Useless» також виходила подвійним синглом спільно з піснею «Home». Сингл-версія «Useless» була підготовлена Аланом Моулдером. Вона відрізняється більш електронним звучанням та трохи зміненим ритмом ударних. Відеокліп на пісню «Useless» був знятий Антоном Корбейном.

## Варіанти видання та списки композицій
Всі пісні написані Мартіном Гором

### 12": Mute/12Bong28 (UK)
1. «Useless (The Kruder + Dorfmeister Session ™)» (9:10)
2. «Useless (CJ Bolland Funky Sub Mix)» (5:38)
3. «Useless (Air 20 Mix)» (7:56)

### CD: Mute/CDBong28 (UK)
1. «Useless (Remix)» (4:53)
2. «Useless (Escape from Wherever: Parts 1 & 2)» (7:17)
3. «Useless (Cosmic Blues Mix)» (6:57)

- Відеокліп «Barrel of a Gun»

### CD: Mute/LCDBong28 (UK)
1. «Useless (CJ Bolland Ultrasonar Mix)» (6:03)
2. «Useless (The Kruder + Dorfmeister Session ™)» (9:10)
3. «Useless (Live)» (5:21)

- Відеокліп «It 's No Good».

### CD: Mute/CDBong28X (EU) (перевидання 2004)
1. «Useless (Remix)» (4:55)
2. «Useless (Escape from Wherever: Parts 1 & 2)» (7:17)
3. «Useless (Cosmic Blues Mix)» (6:57)
4. «Useless (CJ Bolland Ultrasonar Mix)» (6:03)
5. «Useless (The Kruder + Dorfmeister Session ™)» (9:10)
6. «Useless (CJ Bolland Funky Sub Mix)» (5:38)
7. «Useless (Air 20 Mix)» (7:56)
8. «Useless (Live)» (5:21)

- Відеокліпи"Barrel of a Gun"і"It 's No Good"

### Промо 12": Mute/P12Bong28 (UK)
1. «Useless (CJ Bolland Funky Sub Mix)» (5:38)
2. «Useless (The Kruder + Dorfmeister Session ™)» (9:10)

### Радіо-промо CD: Mute/RCDBong28 (UK)
1. «Useless (Remix)» (4:53)
2. «Useless (Escape from Wherever: Parts 1 & 2)» (7:17)
3. «Useless (Cosmic Blues Mix)» (6:57)

### Промо CD: Reprise/n/a (US)
1. «Useless (Album Edit)» (4:44)
2. «Useless» (5:12)

## Позиції в чартах
| Чарт (1997)           | Вища позиція |
| --------------------- | ------------ |
| Велика Британія       | 28           |
| Finnish Singles Chart | 17           |
| German Singles Chart  | 16           |
| Polish Singles Chart  | 25           |
| Swedish Singles Chart | 16           |